# Muhr am See
Muhr am See település Németországban, azon belül Bajorországban. Lakosainak száma 2497 fő (2023. december 31.). Muhr am See Merkendorf, Ansbach járás, Haundorf, Mitteleschenbach, Gunzenhausen, Ornbau és Arberg községekkel határos.

## Népesség
A település népessége az elmúlt években az alábbi módon változott:
| Lakosok száma | 1563 | 1115 | 2198 | 2182 | 2181 | 2223 | 2298 | 2330 | 2433 | 2497 |
|               | 1970 | 1975 | 2011 | 2012 | 2014 | 2015 | 2017 | 2019 | 2022 | 2023 |